# Катаракта
Если Вы ищете статью про помутнение роговицы, см. Бельмо (иногда путаемое с катарактой).
Катара́кта (лат. cataracta от др.-греч. καταρράκτης — «водопад, брызги водопада, решётка») — патологическое состояние, связанное с помутнением хрусталика глаза и вызывающее различные степени расстройства зрения вплоть до полной его утраты. 
Существует много причин, способствующих развитию катаракты. К ним, в частности, относятся: пожилой возраст, неблагоприятные воздействия окружающей среды, генетическая предрасположенность, приём некоторых лекарственных средств, сопутствующие общие заболевания, заболевания или травмы глаз и др.. Катарактой страдает почти каждый шестой человек старше 40 лет и подавляющая часть населения старше 80 лет.
В 2010 году количество людей, частично потерявших зрение из-за катаракты, во всём мире составляло 35,1 млн, полностью ослепших — 10,8 млн.

## Симптомы катаракты
Наиболее частым симптомом катаракты является снижение остроты зрения. В зависимости от расположения помутнения в хрусталике (в центре или на периферии) зрение может снижаться или оставаться прежним. Если катаракта начинает развиваться на периферии хрусталика, пациент может не отмечать никаких изменений в остроте зрения. Такую катаракту обнаруживают случайно во время профилактического осмотра у офтальмолога. Чем ближе к центру располагается помутнение в хрусталике, тем серьёзней становятся проблемы со зрением. При развитии помутнений в центральной части хрусталика (его ядре) может появиться или усилиться близорукость, что проявляется улучшением зрения вблизи, но ухудшением зрения вдаль. В связи с этим людям с катарактой очень часто приходится менять очки. Многие пожилые пациенты нередко отмечают, что утерянная способность читать и писать без плюсовых очков на некоторое время необъяснимым образом возвращается. При этом предметы видны нечётко, контуры размыты. Изображение может двоиться. Зрачок, который обычно выглядит чёрным, может приобретать сероватый или желтоватый оттенок, а иногда белый, как при набухающей катаракте.
Люди с катарактой могут предъявлять жалобы на повышенную или сниженную светочувствительность. Так, одни пациенты отмечают, что мир вокруг стал более тусклым, другие — что смотрят на окружающие предметы будто через «запотевшее стекло» или плёнку. Все перечисленные симптомы являются показанием для обращения к врачу.
К другим симптомам катаракты у взрослых относятся:
- изменение цвета зрачка (зрачок становится белёсым, желтоватым или сероватым);
- ухудшение цветовосприятия;
- непереносимость яркого света и, в то же время, снижение зрения в тёмное время суток;
- появление бликов, ореолов, штрихов, пятен;
- быстрая утомляемость глаз.

Также помутнение хрусталика встречается у детей. Катаракта у детей может быть врождённой или приобретённой, односторонней (поражает один глаз) или двусторонней (поражает оба глаза). При двусторонней катаракте развитие болезни бывает асимметричным (поражение одного глаза сильнее другого). Катаракта может возникать в различных частях хрусталика, а размер поражения может варьироваться. Врождённая катаракта у ребёнка может проявляться косоглазием, наличием белого зрачка, снижением зрения, что нередко обнаруживается по отсутствию реакции на бесшумные игрушки.
Причины врождённой катаракты:
- внутриутробная инфекция (краснуха, цитомегаловирус, сифилис);
- последствия препаратов, принимаемых во время беременности (глюкокортикостероиды, витамин А);
- воздействие ионизирующего излучения во время беременности;
- метаболические расстройства у матери (сахарный диабет);
- врождённая изолированная катаракта, не сопровождающаяся другими наследственными заболеваниями;
- системные заболевания (хромосомные мутации, заболевания опорно-двигательного аппарата, заболевания и расстройства центральной нервной системы, почечная недостаточность, дерматологические нарушения, заболевания подкожно-жировой клетчатки).

## Предоперационное обследование при катаракте
При осмотре должен проводиться полный спектр офтальмологических обследований: определение остроты зрения с коррекцией и без (визометрия), исследование полей зрения (периметрия), измерение внутриглазного давления (тонометрия), кератометрия, исследование переднего отрезка глаза (биомикроскопия).
Для изучения переднего отрезка глаза применяют биомикроскопию (осмотр с помощью щелевой лампы). Данный метод позволяет исследовать нормальные тканевые структуры функционирующего глаза, отследить мельчайшие изменения в нем. С помощью данного метода возможно поставить диагноз многих офтальмологических заболеваний на ранней стадии. Диагностика с помощью электрофизиологических исследований включает в себя оценку порога электрической чувствительности, лабильности зрительного нерва. Дополнительно гониоскопию, обследование на глаукому и оптическую когерентную томографию выполняют у пациентов с сопутствующей патологией структур глазного яблока, это необходимо для оценки зрительного потенциала, а также для определения целесообразности выполнения оперативного вмешательства.

## Лечение катаракты
Согласно российским клиническим рекомендациям по оказанию офтальмологической помощи пациентам с возрастной катарактой, единственным эффективным методом лечения катаракты на данный момент является замена помутневшего хрусталика на искусственный хрусталик.
В мире ежегодно проводится более 20 миллионов подобных операций, в России — около полумиллиона.
Наибольшее распространение получила ультразвуковая факоэмульсификация с последующей имплантацией интраокулярной линзы. Данная технология обеспечивает ряд принципиальных преимуществ, включая атравматичность, отсутствие необходимости наложения швов, уменьшение степени индуцированного астигматизма, хорошие результаты и сокращение сроков реабилитации.
Кроме того, процедура факоэмульсификации не требует полного созревания катаракты и может быть применена на начальных этапах её развития.
Всем пациентам с диагнозом «катаракта» показана консультация офтальмохирурга для решения вопроса о сроках и методике оперативного вмешательства. Откладывание оперативного лечения может привести к ухудшению результатов операции в связи с тем, что хрусталик со временем уплотняется и вмешательство становится более сложным и травматичным.
Чаще всего пациент может вернуться домой уже через несколько часов после операции и продолжать вести привычный образ жизни без значительных ограничений зрительных и физических нагрузок.
В неосложнённых случаях операция чаще всего выполняется под местной анестезией. В ходе операции хирург выполняет микроразрез от 1,8 до 2,8 мм, в который вводится наконечник специального прибора —
факоэмульсификатора. С помощью данного наконечника, совершающего высокочастотные колебания, хрусталиковые массы превращаются в эмульсию и выводятся из глаза за счет аспирации. На место естественного хрусталика через микроразрез имплантируется искусственный хрусталик — интраокулярная линза (ИОЛ). После имплантации ИОЛ микроразрез самогерметизируется и не требует наложения швов. Занимает операция, как правило, 25—45 минут и проводится под местной анестезией.
Несмотря на то, что методика традиционной факоэмульсификации обеспечивает достижение хорошей остроты зрения и редко вызывает осложнения, пациенты ожидают более быстрой зрительной реабилитации и меньшей травматизации. Учитывая потребности пациентов и специалистов, методика была усовершенствована применением фемтосекундного лазерного сопровождения. Данный лазер позволяет более точно выполнить различные этапы операции (переднюю капсулотомию, фрагментацию ядра хрусталика, роговичные разрезы), уменьшить энергию и время воздействия ультразвука при выполнении операции, позволяя снизить риск развития осложнений в послеоперационном периоде.
В настоящее время существует несколько типов интраокулярных линз, которые позволяют не только восстановить зрение, утраченное вследствие катаракты, но и скорректировать роговичный астигматизм (торические ИОЛ) или снизить зависимость пациента от ношения очков (мультифокальные ИОЛ).
В России за 2015 год проведено около 460 тысяч операций факоэмульсификации.

## Изображения
- Поперечное сечение человеческого глаза в оттенках серого
- Разрез глаза
- Операция по удалению катаракты
- Катаракта, вызванная синдромом врожденной краснухи
- Помутнение передней капсулы
- Помутнение задней капсулы при ретроиллюминации

## Из истории
Одним из первых упоминаний о катаракте считается статуя, относящаяся к 2457—2467 годам до н. э. Она найдена в 1860 году в Саккаре и представляет собой фигуру жреца Каапера с очевидным белым пятном в левом глазу. Предполагается, что это развивающаяся катаракта, которую автор смог детально изобразить. В настоящее время статуя находится в Египетском музее в Каире.
Впервые процедура лечения катаракты описана Махарши Сушрутом, древнеиндийским хирургом, в Индийском медицинском трактате «Сушрута Самхита, Уттар Тантра» (800 год до н. э.) (Дюк-старший, 1969; Чен, 2010). В данной операции использовалась искривлённая игла для выталкивания ядра хрусталика в заднюю часть глаза. Далее глаз смачивался тёплым маслом, а затем на него накладывали повязку.
Другой метод лечения катаракты был описан во II веке н. э. греческим врачом Антиллом. Его записи в X веке переписал персидский врач Мухаммад ибн Закария Аль-Рази. Метод представляет собой удаление катаракты путём высасывания через полый инструмент. Этот же метод в X веке использовал иракский офтальмолог Аммар ибн Али из Мосула, а в XIV веке — египетский офтальмолог Аш-Шазили.
Первым современным врачом стал французский хирург Жак Давиель, который провел операцию по удалению катаракты 8 апреля 1747 года.
Первая замена естественного хрусталика на искусственный аналог произведена после Второй мировой войны английским хирургом Гарольдом Ридли. Он обратил внимание, что у пилотов, получавших ранения глаз при попадании осколков пластика (пластик входил в состав кабины самолёта), не развивалось никаких побочных реакций. Так ему пришла идея изготовить искусственный хрусталик из полиметилметакрилата (ПММА), имплантацию которого он выполнил 8 февраля 1950 45-летней медсестре по имени Элизабет Этвуд.

## Современные исследования
Китайские и американские учёные в марте 2016 года опубликовали результаты своего исследования, посвящённого лечению катаракты, основанного на использовании стволовых клеток. Технология предусматривает выращивание нового хрусталика взамен старого внутри глаза человека. В своих опытах исследователи использовали не эмбриональную ткань, а стволовые клетки, которые в небольшом количестве находятся в определённых органах, в том числе в хрусталике. Эти клетки способны восстанавливаться после повреждения, постепенно заменяя отмирающие ткани. Врачи предложили свою схему операции, которая заключалась в удалении помутневших хрусталиковых масс, с последующей стимуляцией стволовых клеток внутри капсульного мешка. Данная методика была апробирована на животных с положительным результатом, в связи с чем  специалисты прооперировали 12 младенцев с врождённой катарактой. В результате операции всем пациентам было возвращено зрение.